# Olpiolum medium
Olpiolum medium är en spindeldjursart som beskrevs av Beier 1931. Olpiolum medium ingår i släktet Olpiolum och familjen Olpiidae. Inga underarter finns listade i Catalogue of Life.